# Friedl Däuber
Friedrich Georg „Friedl” Däuber (ur. 5 stycznia 1911 w Berchtesgaden, zm. 1 maja 1997 tamże) – niemiecki narciarz alpejski i biegacz narciarski, dwukrotny medalista mistrzostw świata.

## Kariera
Pierwszy sukces w karierze osiągnął w 1931 roku, zdobywając brązowy medal w slalomie podczas mistrzostw świata w Mürren. W zawodach tych wyprzedzili go jedynie David Zogg ze Szwajcarii i Austriak Anton Seelos. Na rozgrywanych rok później mistrzostwach świata w Cortina d’Ampezzo w tej samej konkurencji był najlepszy. Wyprzedził tam bezpośrednio Szwajcara Otto Furrera i Austriaka Hansa Hausera. Na tych samych mistrzostwach był też czwarty w kombinacji, przegrywając walkę o medal z Austriakiem Gustavem Lantschnerem o 0,545 pkt. Podczas mistrzostw świata w Innsbrucku w 1933 roku jego najlepszym wynikiem było piąte miejsce w slalomie. Startował także na mistrzostwach świata w Sankt Moritz w 1934 roku, zajmując 12. miejsce w kombinacji, 15. w zjeździe i 14. miejsce w slalomie.
Uprawiał także biegi narciarskie. W 1936 roku wziął udział w igrzyskach olimpijskich w Garmisch-Partenkirchen, zajmując 29. miejsce w biegu na 18 km i szóste w sztafecie 4 × 10 km. Zajął też między innymi szóste miejsce w biegu na 18 km na mistrzostwach świata w Innsbrucku.

## Osiągnięcia w narciarstwie alpejskim

### Mistrzostwa świata
| Miejsce | Dzień     | Rok  | Miejscowość       | Konkurencja | Czas biegu | Strata      | Zwycięzca         |
| ------- | --------- | ---- | ----------------- | ----------- | ---------- | ----------- | ----------------- |
| 12.     | 20 lutego | 1931 | Mürren            | Zjazd       | 1:56,2     | +1:13,8     | Walter Prager     |
| 3.      | 23 lutego | 1931 | Mürren            | Slalom      | 0:54,6     | +1,2        | David Zogg        |
| 22.     | 4 lutego  | 1932 | Cortina d’Ampezzo | Zjazd       | 5:10,0     | +52,6       | Gustav Lantschner |
| 1.      | 6 lutego  | 1932 | Cortina d’Ampezzo | Slalom      | 1:26,1     | -           | -                 |
| 4.      | 6 lutego  | 1932 | Cortina d’Ampezzo | Kombinacja  | 97,555 pkt | -4,880 pkt  | Otto Furrer       |
| 12.     | 8 lutego  | 1933 | Innsbruck         | Zjazd       | 5:07,0     | +28,0       | Walter Prager     |
| 5.      | 9 lutego  | 1933 | Innsbruck         | Slalom      | 2:29,9     | +14,1       | Anton Seelos      |
| 7.      | 9 lutego  | 1933 | Innsbruck         | Kombinacja  | 96,150 pkt | -4,615 pkt  | Anton Seelos      |
| 15.     | 15 lutego | 1934 | Sankt Moritz      | Zjazd       | 4:27,2     | +45,2       | David Zogg        |
| 14.     | 17 lutego | 1934 | Sankt Moritz      | Slalom      | 1:49,0     | +9,1        | Franz Pfnür       |
| 12.     | 17 lutego | 1934 | Sankt Moritz      | Kombinacja  | 198,47 pkt | -20,640 pkt | David Zogg        |

## Osiągnięcia w biegach narciarskich

### Igrzyska olimpijskie
| Miejsce | Dzień     | Rok  | Miejscowość            | Konkurencja             | Wynik   | Strata | Zwycięzca    |
| ------- | --------- | ---- | ---------------------- | ----------------------- | ------- | ------ | ------------ |
| 6.      | 10 lutego | 1936 | Garmisch-Partenkirchen | Sztafeta 4 × 10 km      | 2:41:33 | +13:21 | Finlandia    |
| 29.     | 12 lutego | 1936 | Garmisch-Partenkirchen | 18 km stylem klasycznym | 1:14:38 | +10:19 | Erik Larsson |

### Mistrzostwa świata
| Miejsce | Dzień     | Rok  | Miejscowość | Konkurencja             | Czas biegu | Strata | Zwycięzca         |
| ------- | --------- | ---- | ----------- | ----------------------- | ---------- | ------ | ----------------- |
| 6.      | 10 lutego | 1933 | Innsbruck   | 18 km stylem klasycznym | 1:02:11    | +03:44 | Nils-Joel Englund |